# Arquebisbat de Malanje
L'arquebisbat de Malanje  (portuguès: Arquidiocese de Malanje; llatí: Archidioecesis Malaniensis) és una seu metropolitana de l'Església catòlica pertanyent a Angola. El 2013 tenia 573.000 batejats al voltant de 1.252.000 habitants. Actualment és dirigida per l'arquebisbe Benedito Roberto, C.S.Sp.

## Territori
L'arxidiòcesi comprèn la província de Malanje a Angola. La seu arquebisbal es troba a la ciutat de Malanje, on hi ha la Sé Catedral de Nossa Senhora da Assunção. L'arxidiòcesi està dividida en quatre parròquies.

## Història
La diòcesi de Malanje fou erigida el 25 de novembre de 1957 amb la butlla Inter sollicitudines diel papa Pius XII, aplegant territoris de l'arquebisbat de Luanda i de la diòcesi de Silva Porto (avui bisbat de Kwito-Bié). Originàriament era sufragània de l'arxidiòcesi de Luanda.
El 10 d'agost de 1975 va cedir una part del seu territori per a erigir la diòcesi d'Henrique De Carvalho (avui arquebisbat de Saurimo) i conseqüentment s'hi va incorpora alguns territoris que pertanyien a l'arquebisbat de Luanda.
El 12 d'abril de 2011 fou elevada al rang d'arxidiòcesi metropolitana amb la butlla Cum in Angolia del papa Benet XVI.

## Cronologia de bisbesi
- Manuel Nunes Gabriel † (5 desembre 1957 - 13 febrer 1962 nomenat coadjutor de Luanda)
- Pompeu de Sá Leão y Seabra † (20 desembre 1962 - 7 abril 1973 mort)
- Eduardo André Muaca † (25 setembre 1973 - 10 agost 1975 nomenat coadjutor de Luanda)
- Alexandre do Nascimento (10 agost 1975 - 3 febrer 1977 nomenat arquebisbe de Lubango)
- Eugénio Salessu † (3 febrer 1977 - 27 agost 1998 retirat)
- Luis María Pérez de Onraita Aguirre † (27 agost 1998 - 19 maig 2012 retirat)
- Benedito Roberto, C.S.Sp.,(19 maig 2012 -)

## Estadístiques
A finals del 2013, la diòcesi tenia 573.000 batejats sobre una població de 1.252.000 persones, equivalent al 45,8% del total.
| any  | població | població  | població | sacerdots | sacerdots       | sacerdots       | sacerdots             | diàques | religiosos | religiosos | parroquies |
| ---- | -------- | --------- | -------- | --------- | --------------- | --------------- | --------------------- | ------- | ---------- | ---------- | ---------- |
| any  | batejats | total     | %        | total     | clergat secular | clergat regular | batejats por sacerdot | diàques | homes      | dones      |            |
| 1969 | 142.321  | 771.000   | 18,5     | 50        | 20              | 30              | 2.846                 |         | 35         | 66         | 17         |
| 1980 | 137.500  | 555.000   | 24,8     | 15        | 3               | 12              | 9.166                 |         | 15         | 29         | 14         |
| 1990 | 185.000  | 590.000   | 31,4     | 15        | 6               | 9               | 12.333                | 1       | 12         | 80         | 14         |
| 1999 | 153.000  | 503.011   | 30,4     | 16        | 6               | 10              | 9.562                 |         | 10         | 125        | 14         |
| 2000 | 176.996  | 510.000   | 34,7     | 11        | 6               | 5               | 16.090                |         | 6          | 100        | 9          |
| 2001 | 177.485  | 505.000   | 35,1     | 15        | 4               | 11              | 11.832                |         | 25         | 67         | 14         |
| 2002 | 183.325  | 506.000   | 36,2     | 17        | 6               | 11              | 10.783                |         | 25         | 69         | 14         |
| 2003 | 392.000  | 1.312.000 | 29,9     | 21        | 10              | 11              | 18.666                |         | 13         | 96         | 8          |
| 2004 | 454.000  | 990.600   | 45,8     | 21        | 10              | 11              | 21.619                |         | 14         | 90         | 4          |
| 2013 | 573.000  | 1.252.000 | 45,8     | 29        | 11              | 18              | 19.758                |         | 56         | 83         | 4          |